# ثيرنو يوم
ثيرنو يوم (من مواليد 17 أبريل 1960 في روفسك، السنغال) هو مهاجم كرة قدم سابق.

## روابط خارجية
- ثيرنو يوم على فرق كرة القدم الوطنية.كوم
- Profile
- Profile at afterfoot.com